# Eduard Oberleithner
Eduard Oberleithner (2. března 1813 Šumperk – 24. června 1892 Šumperk) byl rakouský a český podnikatel a politik německé národnosti, v 2. polovině 19. století poslanec Říšské rady.

## Biografie
Profesí byl podnikatelem, spolumajitelem firmy Oberleithner a syn. Byl aktivní i veřejně a politicky. Zasedal v obecní radě v Šumperku.
V mládí pracoval v manufaktuře, kterou vlastnil jeho otec Eduard Oberleithner starší. Od roku 1839 byl otcovým společníkem a spolumajitelem podniku. V roce 1839 se podílel na založení mechanické přádelny v Šumperku, byl členem výboru Společnosti pro mechanickou přádelnu v Šumperku. Poté, co otec zemřel, převzal plně vedení rodinné firmy. Byl rovněž podílníkem a jedním ze tří ředitelů mechanické přádelny v dnešní Loučné nad Desnou. Na počátku 50. let utvořil s bratrem Karlem Oberleithnerem akciovou společnost Oberleithner a spol. Společně pak v období let 1856–1858 založili mechanickou přádelnu v Hanušovicích, s pobočkou v Holbě. Podnik byl jednou z největších textilních firem v Rakousku. Roku 1873 byl Eduard Oberleithner povýšen do šlechtického stavu.
Během revoluce roku 1848 působil jako nadporučík v národní gardě. Od roku 1848 do roku 1849 zasedal také jako poslanec Moravského zemského sněmu. Nastoupil sem po zemských volbách roku 1848 za kurii městskou, obvod Šumperk.
Po obnovení ústavního systému vlády se zapojil znovu do politické činnosti. K roku 1861 se uvádí jako majitel továrny, bytem v Šumperku. V zemských volbách v roce 1861 byl tehdy zvolen za poslance Moravského zemského sněmu za kurii venkovských obcí, obvod Šumperk, Loučná, Staré Město. Rezignoval roku 1865. K rezignaci došlo koncem října 1865.
Zemský sněm ho delegoval i do Říšské rady (tehdy ještě volené nepřímo) za kurii venkovských obcí. Opětovně byl zemským sněm do vídeňského parlamentu vyslán roku 1870 a 1871. Uspěl i v prvních přímých volbách do Říšské rady roku 1873 za kurii venkovských obcí, obvod Olomouc, Šternberk, Šumperk atd. Po volbách v roce 1873 se uvádí coby ústavověrný poslanec a jeden z 67 členů staroliberálního Klubu levice, vedeného Eduardem Herbstem.
Od roku 1849 zasedal také v městské radě v Šumperku. V roce 1885 se uvádí jako předseda místního tělovýchovného spolku. Do politiky vstoupil i jeho syn, podnikatel Heinrich Oberleithner. 
Zemřel v rodném městě v červnu 1892 na sešlost věkem. 